# Take It Easy!
〈Take It Easy!〉(테이크 잇 이지!)는 Buono!의 통산 8번째 싱글이다. 2009년 8월 26일 발매했다. 유통사는 포니 캐년이다.

## 개요
- 첫회 한정반은 CD와 DVD, 통상반은 CD로 구성되어있다. 첫회 한정반과 첫회 생산분의 통상반에는 이벤트 참가 추첨 일련 번호 카드와 Buono! 오리지널 트레이딩 카드가 들어있다.
- 첫회 한정반의 DVD에는 자켓 촬영 메이킹이 수록되어있다.

지금까지의 리드 보컬은 츠구나가 모모코와 나츠야키 미야비였지만, 지금은 스즈키 아이리이다.

## 수록곡
1. Take It Easy!
(작사：미우라 요시코　작곡：층쿠♂　편곡：니시카와 스스무)
《캐릭캐릭 체인지》의 닫는 곡(2009년 7월~9월).
2. 싫어 좋아 너무 싫어(キライスキダイキライ 키라이 스키 다이키라이[*])
 (작사：카와카미 나츠키　작곡：이쿠타 마신　편곡：이노우에 신지로우)
BS JAPAN《P★LEAGUE》의 이미지송
3. Take It Easy! (Instrumental)
4. 싫어 좋아 너무 싫어(キライスキダイキライ) (Instrumental)